# عظايا ويغلت
عظايا ويغلت (الاسم العلمي: Weigeltisauridae)، وهي فصيلة منقرضة من زواحف ثنائيات الأقواس الحديثة القافزة التي عاشت خلال العصر البرمي. وقد تم العثور على أحافير «زواحف ويغلت» في كل من مدغشقر، وألمانيا، وبريطانيا العظمى، وروسيا. ومن المحتمل وجود أحافير «عظايا ويغلت» في طبقات العصر الثلاثي في أمريكا الشمالية. وتتميز «عظايا ويغلت» بعظامها الطويلة التي على شكل قضيب ممتد من الجذع والتي تدعم الأغشية الشبيهة بالأجنحة.